# Поглед у ноћ
Поглед у ноћ је југословенски и српски драмски филм Николе Стојановића, снимљен 1978. године.

## Радња
Филм чине две приче којима је заједнички мотив љубав и умирање.
У првој причи Ерупција у класичном брачном троуглу одвија се драма љубави и прељубе с трагичним завршетком.
У другој причи Кома у условима болничког азила и сталног присуства смрти двојице дијабетичара, окорелих циника се потврђује људска хуманост брижно бдећи над непознатим болесником у коми.

## Улоге
| Глумац                | Улога             |
| --------------------- | ----------------- |
| Предраг Ејдус         | Милојко Милодраг  |
| Јожица Авбељ          | Милојкова супруга |
| Петар Божовић         | Радован Кангрга   |
| Зоран Радмиловић      | Иван              |
| Никола Симић          | Душко             |
| Данило Бата Стојковић | дежурни лекар     |
| Гордана Марић         | дежурна сестра    |
| Заим Музаферија       | Рефик Селман      |
| Ранко Гучевац         | болесник          |